# Julius Wolfenhaut
Julius Wolfenhaut (geboren 1913 in Czernowitz, Österreich-Ungarn; gestorben 25. Mai 2010 in Regensburg) war ein rumänisch-russisch-deutscher Ingenieur, Lehrer und Autor. 

## Leben
Julius Wolfenhaut war ein Sohn des Besitzers eines Schuhgeschäfts Nathan Wolfenhaut und der Pepi Schneeweiß. Wolfenhaut wuchs deutschsprachig in Czernowitz auf, studierte Elektrotechnik an der Deutschen Technischen Hochschule Brünn in der Tschechoslowakei und machte 1938 die zweite Staatsprüfung zum Diplom-Ingenieur. In Rumänien leistete er Wehrdienst und fand Arbeit als Techniker in einer Knopffabrik. Die Familie plante wegen des grassierenden Antisemitismus die Emigration. Im Gefolge des Hitler-Stalin-Pakts musste Rumänien die Nordbukowina im Juni 1940 an die Sowjetunion abtreten, und Wolfenhaut wurde Sowjetbürger in der Ukrainischen Sowjetrepublik. 1940 wurde Vater Nathan Wolfenhaut als „jüdischer Kapitalist“ zu 7 Jahren Haft in einem Gulag verurteilt; die Familie hörte nichts mehr von ihm, und wie sich später herausstellte, starb er bereits im Folgejahr an den Haftbedingungen. 1941 wurden Julius Wolfenhaut und seine Mutter als Juden zwangsweise nach Sibirien in die Kolchose Stalinka am Fluss Wassjugan im Oblast Tomsk umgesiedelt. Kurz darauf erfolgte der Deutsche Überfall auf die Sowjetunion, und Czernowitz wurde für ein paar Jahre wieder rumänisch. Die Mutter starb 1942 in Sibirien einen Hungertod.
Wolfenhaut wurde im Herbst 1944 als Lehrer für Mathematik, Physik und Zeichnen in Tomsk beschäftigt, 1946 wechselte er an eine Schule in Teguldet. 1953 heiratete er die Lehrerin Augusta Ryschkowa, ebenfalls eine Verbannte, sie haben zwei Söhne. 1956 wurde die Verbannung formal aufgehoben, eine Rehabilitierung der Deportierten und eine Restitution war aber nicht vorgesehen, Wolfenhaut durfte auch nicht nach Czernowitz zurückkehren. Er blieb also in Sibirien und arbeitete von 1960 bis zu seiner Pensionierung 1985 als Lehrer in Tomsk. 
Wolfenhaut und seine Angehörigen übersiedelten 1994 als jüdische Kontingentflüchtlinge nach Deutschland. Die Kinder und Enkel mussten sich hier sprachlich und beruflich neu orientieren, da ihre Ausbildungsabschlüsse und Berufserfahrungen entwertet waren. Mit Unterstützung von Wolfgang Benz publizierte er 1997 seine Erinnerungen, die 2005 neu aufgelegt wurden.

## Schriften
- Die schwarzen Wasser des Wassjugan. Regensburg : Mittelbayerische Druck- und Verlags-Gesellschaft, 1997
- Nach Sibirien verbannt : als Jude von Czernowitz nach Stalinka 1941–1994. Frankfurt am Main : Fischer, 2005